# مروان حسین
مروان حسین العجیلی (انگلیسی: Marwan Hussein Al-Ajeeli؛ زادهٔ ۲۶ ژانویهٔ ۱۹۹۲) یک بازیکن فوتبال اهل عراق است.
وی همچنین در تیم ملی فوتبال عراق بازی کرده‌است.